# Adidas Boston Boost Games 2021
Die Adidas Boston Boost Games 2021 waren eine Leichtathletik-Veranstaltung, die am 23. Mai 2021 in Boston im US-Bundesstaat Massachusetts stattfand. Sie war Teil der World Athletics Continental Tour und zählte zu den Gold-Meetings, der höchsten Kategorie dieser Leichtathletik-Serie.

## Resultate

### Männer

#### 100 m
| Platz | Athlet          | Land | Zeit (s) |
| ----- | --------------- | ---- | -------- |
| 1     | Isiah Young     | USA  | 09,94 SB |
| 2     | Noah Lyles      | USA  | 10,10    |
| 3     | Nickel Ashmeade | JAM  | 10,17    |
| 4     | Josephus Lyles  | USA  | 10,19 SB |
| 5     | Jaylen Bacon    | USA  | 10,21    |

Wind: +0,5 m/s

#### 150 m (flach)
| Platz | Athlet          | Land | Zeit (s) |
| ----- | --------------- | ---- | -------- |
| 1     | Jereem Richards | TTO  | 14,75    |
| 2     | Yohan Blake     | JAM  | 14,94    |
| 3     | Andrew Hudson   | USA  | 14,94    |
| 4     | Jon Okoye       | NGR  | 15,57    |
| 5     | Maurice Eaddy   | USA  | 15,65    |

Wind: +0,1 m/s

#### 200 m (flach)
| Platz | Athlet             | Land | Zeit (s) |
| ----- | ------------------ | ---- | -------- |
| 1     | Jerome Blake       | CAN  | 19,89 PB |
| 2     | Zharnel Hughes     | USA  | 19,93 PB |
| 3     | Aldrich Bailey Jr. | USA  | 20,45    |
| 4     | Wayde van Niekerk  | RSA  | 20,86    |
| 5     | Jaron Flournoy     | USA  | 20,87 SB |

Wind: −0,3 m/s

#### 110 m Hürden
| Platz | Athlet           | Land | Zeit (s) |
| ----- | ---------------- | ---- | -------- |
| 1     | Grant Holloway   | USA  | 13,20    |
| 2     | Shane Brathwaite | BAR  | 13,71    |
| 3     | Valdó Szűcs      | HUN  | 13,72    |
| 4     | Milan Traikovits | CYP  | 14,14    |
| 5     | Aries Merritt    | USA  | 14,26    |

Wind: 0,0 m/s

#### 200 m Hürden
| Platz | Athlet            | Land | Zeit (s) |
| ----- | ----------------- | ---- | -------- |
| 1     | Alison dos Santos | BRA  | 22,12    |
| 2     | Amere Lattin      | USA  | 22,18    |
| 3     | CJ Allen          | USA  | 22,58    |
| 4     | Quincy Hall       | USA  | 23,61    |
| 5     | TJ Holmes         | USA  | 23,71    |

Wind: −0,6 m/s

#### 600 m (Straßenlauf)
| Platz | Athlet      | Land | Zeit (min) |
| ----- | ----------- | ---- | ---------- |
| 1     | Marco Arop  | CAN  | 1:15 WL    |
| 2     | Sam Ellison | USA  | 1:16       |
| 3     | Jamie Webb  | GBR  | 1:16       |
| 4     | Josh Hoey   | USA  | 1:17       |

#### Meile (Straßenlauf)
| Platz | Athlet             | Land | Zeit (min) |
| ----- | ------------------ | ---- | ---------- |
| 1     | Clayton Murphy     | USA  | 4:01       |
| 2     | Sam Prakel         | USA  | 4:01       |
| 3     | Eric Avila         | USA  | 4:01       |
| 4     | Marcin Lewandowski | POL  | 4:02       |
| 5     | Rob Napolitano     | PUR  | 4:02       |
| 6     | Sam Parsons        | GER  | 4:03       |
| 7     | Jordan Gusman      | MLT  | 4:03       |
| 8     | Jeff Thies         | USA  | 4:03       |
| 9     | Abe Alvarado       | USA  | 4:04       |
| 10    | Joshua Lay         | GBR  | 4:05       |
| 11    | Robby Andrews      | USA  | 4:10       |
| 12    | Kevin Kelly        | IRL  | 4:21       |

### Frauen

#### 100 m
| Platz | Athlet            | Land | Zeit (s) |
| ----- | ----------------- | ---- | -------- |
| 1     | Aleia Hobbs       | USA  | 11,05    |
| 2     | Gabby Thomas      | USA  | 11,16 SB |
| 3     | Morolake Akinosun | USA  | 11,17    |
| 4     | Dafne Schippers   | NED  | 11,38    |
| 5     | Murielle Ahouré   | CIV  | 11,44    |

Wind: +0,5 m/s

#### 150 m (flach)
| Platz | Athlet           | Land | Zeit (s) |
| ----- | ---------------- | ---- | -------- |
| 1     | Lynna Irby       | USA  | 16,53    |
| 2     | Brittany Brown   | USA  | 16,65    |
| 3     | Dezerea Bryant   | USA  | 17,13    |
| 4     | Ashley Henderson | USA  | 17,13    |

Wind: −1,5 m/s

#### 200 m (flach)
| Platz | Athlet              | Land | Zeit (s) |
| ----- | ------------------- | ---- | -------- |
| 1     | Shaunae Miller-Uibo | BHS  | 22,08    |
| 2     | Kortnei Johnson     | USA  | 22,40 PB |
| 3     | Wadeline Jonathas   | USA  | 22,57 PB |
| 4     | Michelle-Lee Ahye   | TTO  | 22,62 SB |
| 5     | Tynia Gaither       | BHS  | 22,96 SB |

Wind: −0,1 m/s

#### 100 m Hürden
| Platz | Athlet            | Land | Zeit (s) |
| ----- | ----------------- | ---- | -------- |
| 1     | Kendra Harrison   | USA  | 12,49    |
| 2     | Tobi Amusan       | NGR  | 12,62    |
| 3     | Christina Clemons | USA  | 12,72    |
| 4     | Danielle Williams | JAM  | 12,92    |
| 5     | Payton Chadwick   | USA  | 13,15    |

Wind: −0,9 m/s

#### 200 m Hürden
| Platz | Athlet         | Land | Zeit (s) |
| ----- | -------------- | ---- | -------- |
| 1     | Shiann Salmon  | JAM  | 24,86    |
| 2     | Shamier Little | USA  | 24,91    |
| 3     | Ronda Whyte    | JAM  | 25,71    |
| 4     | Ebony Morrison | USA  | 25,83    |
|       | Ashley Spencer | USA  | DNF      |

#### 600 m (Straßenlauf)
| Platz | Athlet                  | Land | Zeit (min) |
| ----- | ----------------------- | ---- | ---------- |
| 1     | Natoya Goule            | JAM  | 1:24 WL    |
| 2     | Ajeé Wilson             | USA  | 1:26       |
| 3     | Allie Wilson            | USA  | 1:26       |
| 4     | Jazmine Fray            | JAM  | 1:27       |
| 5     | Síofra Cléirigh Büttner | IRL  | 1:27       |
| 6     | Brooke Feldmeier        | USA  | 1:28       |
| 7     | Brenna Detra            | USA  | 1:28       |
| 8     | Sammy Watson            | USA  | 1:28       |

#### Meile (Straßenlauf)
| Platz | Athlet          | Land | Zeit (min) |
| ----- | --------------- | ---- | ---------- |
| 1     | Nikki Hiltz     | USA  | 4:31 WL PB |
| 2     | Rebecca Mehra   | USA  | 4:33 PB    |
| 3     | Dominique Scott | RSA  | 4:35       |
| 4     | Dana Giordano   | USA  | 4:36       |
| 5     | Charlene Lipsey | USA  | 4:48       |
| 6     | Lianne Farber   | USA  | 4:50       |